# Burg Beyernaumburg
Die Burg Beyernaumburg, auch Burg Beiernaumburg genannt, ist eine teilweise erhaltene denkmalgeschützte Höhenburg auf einer Bergzunge bei 270 m über NN hinter dem heutigen Schloss Beyernaumburg in der Ortschaft Beyernaumburg, ein Ortsteil der Stadt Allstedt im Landkreis Mansfeld-Südharz in Sachsen-Anhalt. Im örtlichen Denkmalverzeichnis ist das Schloss unter der Erfassungsnummer 094 18550 als Baudenkmal verzeichnet.

## Geschichte
Die Burg wurde im 9. Jahrhundert als „castellum Nivanburg“ und 979 als „civitas et castellum Niwanburch“ erwähnt. Die Burg war zunächst Reichsburg.
Kaiser Heinrich V. gab die Burg am Anfang des 12. Jahrhunderts dem bayrischen Grafen Wichmann von Gleuß-Seeburg als Lehen. Durch Schenkungen wurde dann gegen Ende des 12. Jahrhunderts das Erzstift Magdeburg zum Besitzer der Burg und später in den Besitz der Herren von Querfurt.
Das Schloss in der Burganlage war bis zur Enteignung 1945 im Besitz der freiherrlichen Bülows. Den Schlosspark ließ Friedrich von Bülow (1760–1831) anlegen. Im 19. Jahrhundert wurde die Burg umgebaut. 1864 wurde der Park im Auftrag der Familie von Bülow von Eduard Petzold geplant.
Von 1430 gehörte die Burg den Asseburg bis zu dem Aussterben dieser Linie der Familie im Jahr 1628. Von 1628 bis 1945 den Bülow. Im 16. Jahrhundert wurde das Torhaus der Burg erbaut. Ab 1815 diente die Burg nur noch als Rittergut. Die desolate und nicht mehr zeitgemäße Burg wurde 1865 durch Victor von Bülow abgerissen und durch ein Schloss in neugotischen Stil an gleicher Stelle ersetzt. Die Parkanlage des Schlosses wurde im 19. Jahrhundert errichtet. Der letzte Besitzer war Hans Freiherr von Bülow. Aus der Ehe mit Lurlei von Reden gingen vier Töchter hervor. Hans Bülow wurde 1945 während der Bodenreform in der Sowjetischen Besatzungszone enteignet und starb 1979 in Wendlinghausen. Von 1946 bis 2001 war das Schloss im Besitz der Gemeinde Beyernaumburg und wurde als Alten- und Pflegeheim genutzt. Seit 2001 befindet sich es im Privatbesitz.

## Zuflucht für die Templer
1308 wurde durch den Magdeburger Erzbischof Burchard III. der Befehl zur Festsetzung der Templer des Sprengels Halberstadt sowie weiterer Sprengel in der Harzregion erlassen. Der Halberstädter Bischof Albrecht I. von Anhalt galt als ein Unterstützer der Templer und stelle die kirchliche Macht in der Region dar, während der Erzbischof die politische Macht war. Die Templer der Harzregion zogen sich auf die Burg Beyernaumburg zurück und verschanzten sich. Erzbischof Burchard sah eine Chance der Templer habhaft zu werden und ließ die Burg belagern. Dazu baute er zwei nahe gelegene Kirchen als Befestigungsanlagen für seine Truppen aus. Die Zweckentfremdung der beiden Gotteshäuser nahm der Halberstädter Bischof nicht ohne Gegenwehr hin. Auch war er nicht damit einverstanden, dass die beschlagnahmten Templergüter nicht an das Halberstädter Bistum herausgegeben wurden.
So kam es, dass der Bischof von Halberstadt den Erzbischof von Magdeburg mit dem Kirchenbann belegte, was bis dato ein einmaliger Vorgang war. Der Erzbischof hatte nicht mit so einem unnachgiebigen Vorgehen gerechnet. Daraufhin setzte er die Festsetzungsmaßnahmen aus und sicherte den Templern einen freien Abzug zu.

## Beschreibung
Das Schloss hatte ursprünglich zwei Bergfriede, von denen nur der 30 Meter hohe Bergfried auf einer Grundfläche von 8 × 8 m und einer Höhe von 30 m in der Vorburg erhalten ist. Das Bauwerk war eine ringförmige umbaute Kernburg mit einer westlich gelegenen Vorburg. Die Kernburg und die Vorburg waren durch einen Graben voneinander getrennt.
Im Park befinden sich diverse Gräber derer von Bülow.

## Literatur

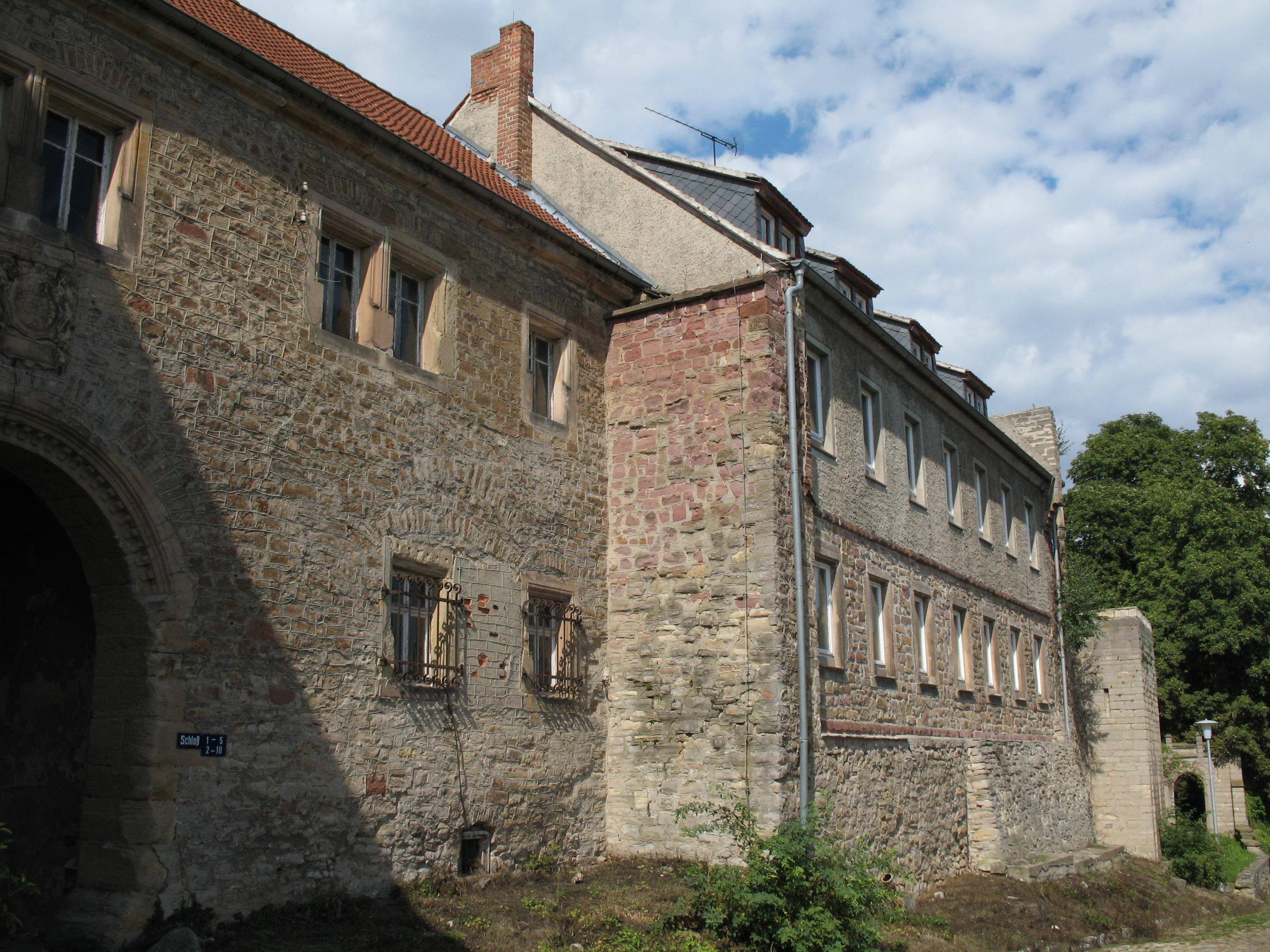
Burg Beyernaumburg